# Branko Marić
Branko Marić ili Marijić (Vrdi, 27. srpnja 1896. – Zürich, 2. svibnja 1974.) bio je hrvatski katolički svećenik iz reda franjevaca i muzikolog.

## Životopis
Rođen je 27. srpnja 1896. u Vrdima u Hercegovini. Završio je gimnaziju na Širokom Brijegu te teologiju u Ljubljani. Zaređen je za svećenika 29. lipnja 1922. godine u Ljubljani. U Beču je završio za nastavnika glasovira 1934. te je 1935. godine i doktorirao. Time je postao prvi doktor glazbene umjetnosti u Bosni i Hercegovini. Doktorirao je tezom „Narodna glazba u Bosni i Hercegovini” (Die Volksmusik Bosniens und der Hercegowina).
Na širokobriješkoj gimnaziji je predavao glazbu i povijest umjetnosti. Od 1941. do 1943. službovao je kao duhovni pomoćnik na Humcu te 1943. u Čerinu. Godine 1943. bio je kustos muzeja u Banjoj Luci, a zatim je do svibnja 1945. vodio etnološku zbirku u sarajevskom Zemaljskom muzeju.
Nakon dolaska partizana, odlazi prvo u Rim, a zatim po preporuci fra Karla Balića odlazi u Madrid. Tamo je pomagao fra Pavlu Meladi u istraživanju dokumenata u knjižnicama i arhivima. U biblioteci El Escoriala otkrio je hrvatski grb na jednom dokumentu iz 17. stoljeća.
S dominikancem Rajmundom Kupareom potaknuo je 1948. osnivanje madridske Zajednice Hrvata (špa. Union Croata en Espana). U Zajednici je onavljao službu tajnika. Od 1951. godine član je skupine hrvatskih intelektualaca koji su bili namještenici ili vanjski suradnici Visokoga vijeća za znanstvena istraživanja (špa. Consejo Superior de Investigaciones Cientificas) u Madridu.
Godine 1973. odlazi živjeti u Švicarsku. Umro je u Zürichu 2. svibnja 1974. godine. Pokopan je u Fribourgu, a 2003. godine posmrtni su mu ostatci preneseni u Mostar u franjevačku grobnicu na Šoinovcu.

## Spisateljska djelatnost
Objavljivao je članke o hrvatskoj glazbi u španjolskoj glazbenoj enciklopediji „Diccionario Enciclopedico de la Musica” (1947.) te časopisu „Tesoro sacro-musical” (1947.).

### Knjige
- „Glasovi Domovine” (1954.)
- „Božićne pjesme Branka Marića” (1960.)
- „Hrvatski crkveni pjevnik” (1962.)
- „Katalog – cjenik hrvatskih poštanskih maraka” (1964.)

## Počasti
- „Zbornik radova u čast 120-godišnjice rođenja prvog bosanskohercegovačkog etnomuzikologa fra dr. Branka Marića”, Muzička akademija u Sarajevu, 2016.[2]
- Poštansku marku u čast fra Branka Marijića (Hrvatska pošta Mostar, 2017.)[2]

### Mrežna sjedišta
- Lončarević, Vladimir. 2017. Tko je prvi proučavatelj gange? Franjevac – prvi doktor glazbene umjetnosti. Glas Koncila. Zagreb. Inačica izvorne stranice arhivirana 12. svibnja 2021. journal zahtijeva |journal= (pomoć)
- Poštanska marka fra Branka Marića (Marijića). Hercegovačka franjevačka provincija. Mostar. 2017